# Andrena grossella
Andrena grossella är en biart som beskrevs av Grünwaldt 1976. Andrena grossella ingår i släktet sandbin, och familjen grävbin. Inga underarter finns listade i Catalogue of Life.